# Konrad von Bayern (1883–1969)

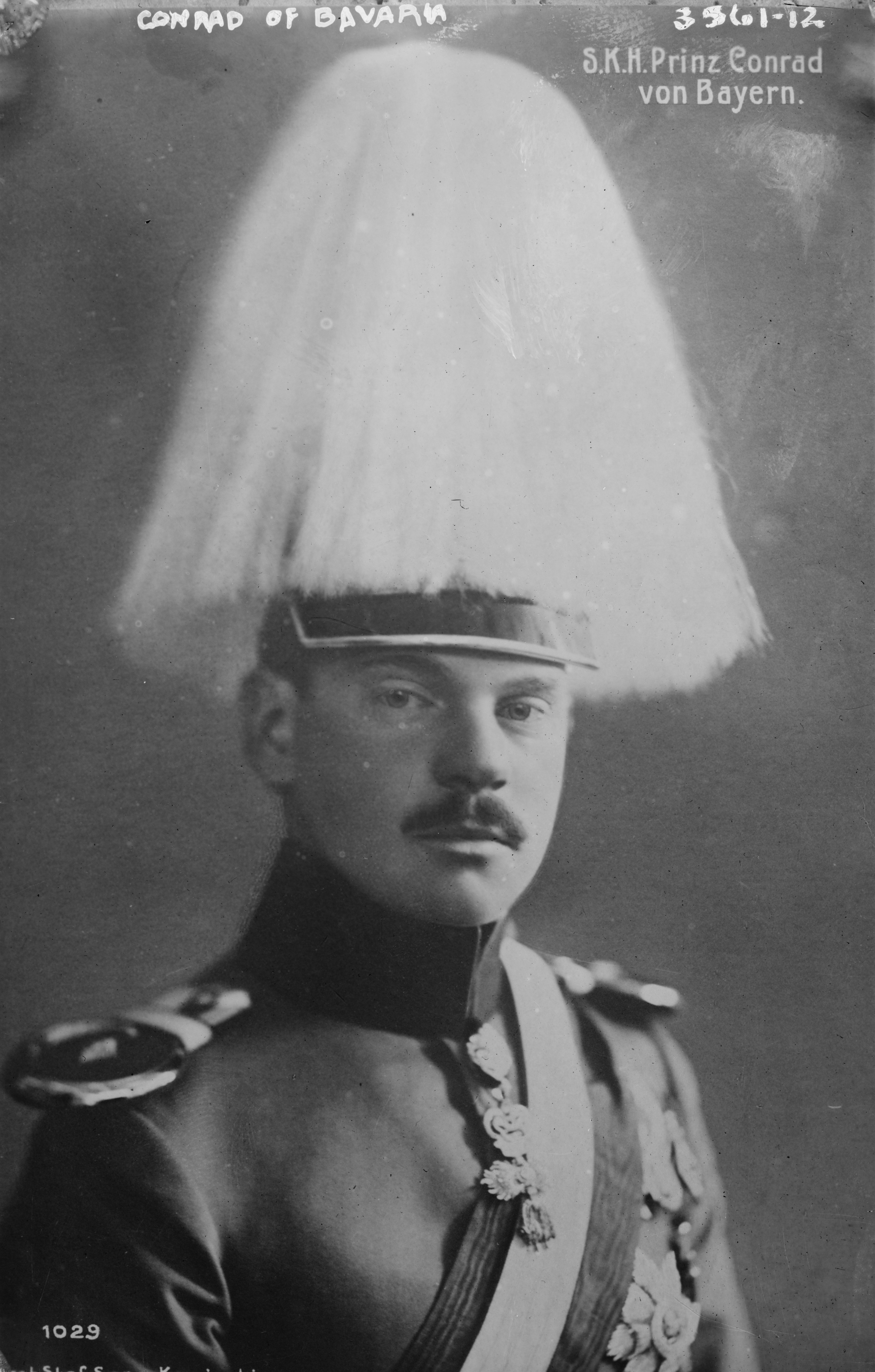
Konrad von Bayern (1910)

Konrad Luitpold Franz Joseph Maria von Bayern (* 22. November 1883 in München; † 6. September 1969 in Hinterstein) war bis 1918 ein Prinz von Bayern. Er war vom 14. Dezember 1901 bis 1918 Mitglied der Kammer der Reichsräte der Bayerischen Ständeversammlung (18. bis 21. Wahlperiode).

## Leben
Konrad wurde als viertes Kind des Prinzen Leopold von Bayern und dessen Ehefrau, Erzherzogin Gisela von Österreich geboren. Kaiser Franz Joseph I. und Kaiserin Elisabeth von Österreich waren seine Großeltern mütterlicherseits. Väterlicherseits entstammte er der bayrischen Königslinie, sein Großvater war Luitpold von Bayern, Prinzregent von 1886 bis 1912.

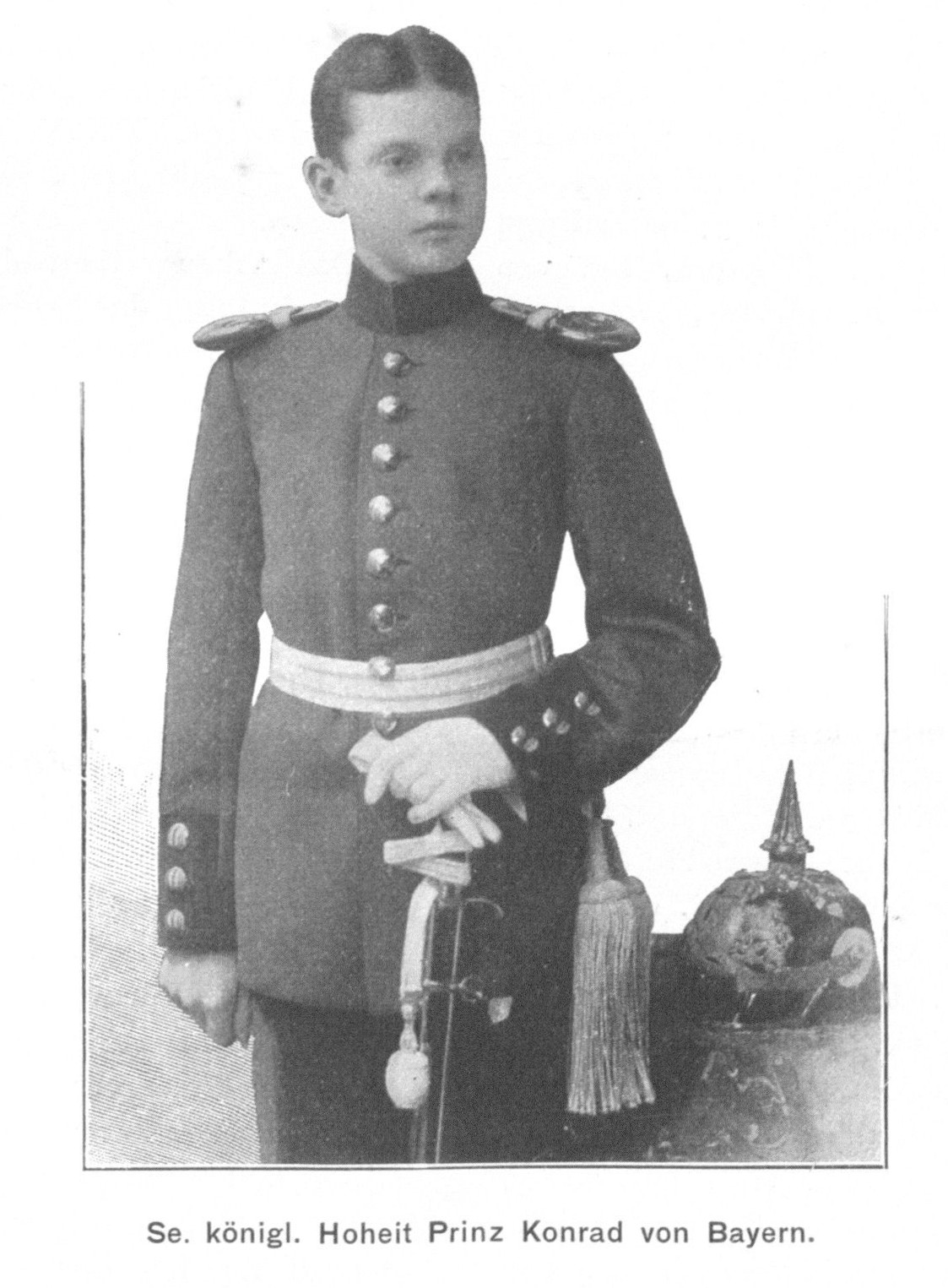
Konrad von Bayern (1902)

Prinz Konrad war der letzte Kommandeur des 2. Schweren-Reiter-Regiments. Es kämpfte im Ersten Weltkrieg hauptsächlich an der Ostfront. Stationiert war es in Landshut und wurde am 6. Februar 1919 aufgelöst.
Am 8. Januar 1921 heiratete Prinz Konrad Prinzessin Maria Bona von Savoyen, die Tochter von Prinz Tomaso von Savoyen, Herzog von Genua und Prinzessin Isabella von Bayern. Die Hochzeit fand im Castello Agliè im Piemont, Italien statt.
Von 1930 an war Konrad Prinz von Bayern u. a. Verwalter der Alpe Mitterhaus. Er hoffte auf eine Regierungsübernahme durch Kronprinz Rupprecht und schrieb dazu am 24. Januar 1933 in einem Brief: „Möchte uns doch das Jahr 1933 endlich die lange ersehnten besseren Zeiten bringen und auch die braven Bayern wieder mit ihrem alten Königshaus zusammenführen. Denn dieses fühlt sich ja doch schon eins mit dem Bayernvolk. So war es immer und so wird es immer bleiben.“
Am Ende des Zweiten Weltkrieges wurde Prinz Konrad vom französischen Militär in Hinterstein verhaftet, nach Lindau gebracht und vorübergehend im Hotel Bayerischer Hof interniert, u. a. mit dem deutschen Kronprinzen Wilhelm und dem ehemaligen Nazi-Diplomaten Hans Georg von Mackensen. Prinzessin Bona, die während des Krieges als Krankenschwester arbeitete, blieb danach bei ihren Verwandten in Savoyen. Man verbot ihr die Einreise nach Deutschland, sie wurde erst 1947 wieder mit ihrer Familie vereint. In den späteren Jahren arbeitete Prinz Konrad im Vorstand des deutschen Automobilherstellers NSU Motorenwerke.
Er ist begraben auf dem Familienfriedhof der Wittelsbacher im Kloster Andechs, wohin sein Sarg 1977 aus der „Fürstengruft“ von St. Michael (München) überführt wurde. Sein Sohn Eugen Leopold ruht ebenfalls dort.

## Ehe und Nachkommen
Am 8. Januar 1921 heiratete er auf Schloss Agliè im Piemont Prinzessin Bona Margherita von Savoyen-Genua. Sie hatten zwei Kinder:
- Amalie Isabella Marie Gisela Margarete Prinzessin von Bayern (* 15. Dezember 1921; † 28. März 1985)  ⚭ 1945 Umberto Poletti-Galimberti, Graf von Assandri (1921–1995)[8]
- Eugen Leopold Adelheid Thomas Maria Prinz von Bayern (* 16. Juli 1925; † 1. Januar 1997) ⚭ 1970 Helene („Hella“) Khevenhüller-Metsch (1921–2017)[9]